# Munigou

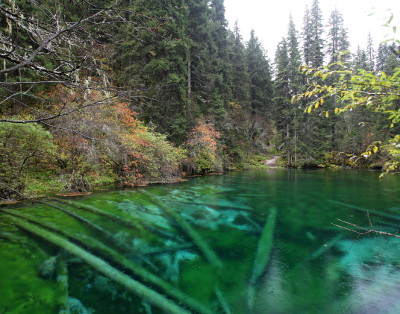
Munigou, lac de jade.

Munigou (牟尼沟 ; pinyin : Mùnígoū), est un groupe de vallées dans le Xian de Songpan, en Chine. Il s'agit d'un site karstique assez similaire à Jiuzhaigou.
L'un des sites de Munigou a pour attraction principale la cascade Zhaga, qui est la plus haute de Chine (près de 100 m de haut),,. Un autre site nommé Erdaohai comme son lac principal est constitué d'une série de lacs similaires à ceux de Jiuzhaigou mais plus petits. Ces lacs sont caractérisés par une eau transparente avec des couleurs bleues et vertes très vives. Globalement Munigou est un site assez semblable à Jiuzhaigou mais plus petit et moins fréquenté.